# 人間の顔をした社会主義

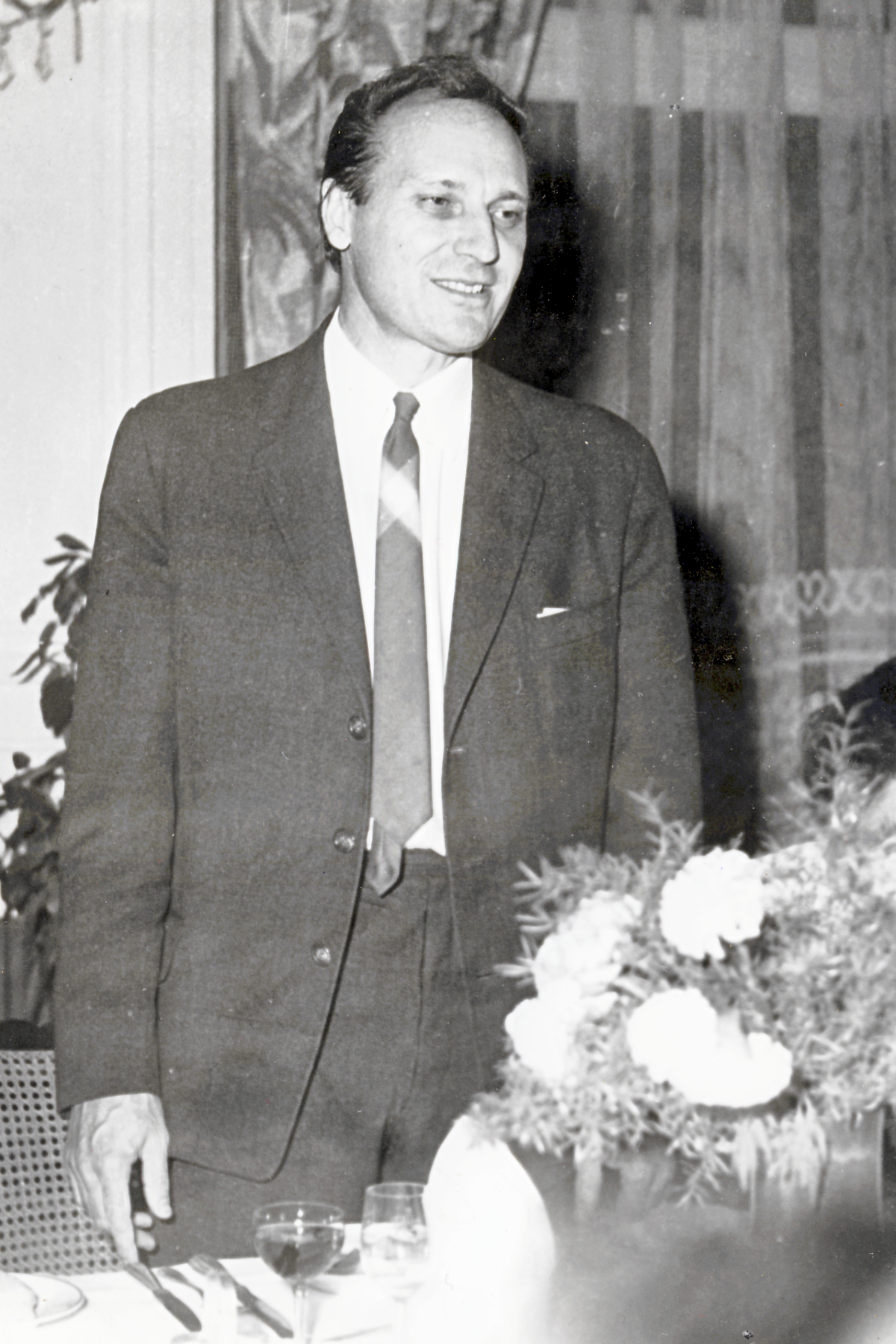
「人間の顔をした社会主義」のスローガンを最初に考案したのはラドヴァン・リヒタ（英語版）であった。

人間の顔をした社会主義（にんげんのかおをしたしゃかいしゅぎ、チェコ語: socialismus s lidskou tváří、スロバキア語: socializmus s ľudskou tvárou）は、チェコスロバキアの政治家アレクサンデル・ドゥプチェクらによる改良主義的・社会民主主義的な計画のスローガンである。1968年1月にドゥプチェクがチェコスロバキア共産党第一書記に就任したのち、4月に同党の幹部会で承認された。
このスローガンは、ラドヴァン・リヒタによってはじめてつくられ、共産党の統治を継続させながらも、チェコスロバキアの民主的な伝統に価値を置く先進的で現代的な社会主義の社会を建設するための穏健な民主化と経済的近代化のプロセスとなった。
人間の顔をした社会主義は、同国が民主化と経済的な脱中央集権化をめざしたプラハの春を始めるにあたって重要なスローガンとなった。しかしながらこの動きは、最終的に1968年8月21日のワルシャワ条約機構軍によるチェコスロバキア侵攻によって押し戻されることとなった。

## 背景
人間の顔をした社会主義は、当時の政治的・経済的状況に対するチェコスロバキアの人々の幻滅を乗り越えるための試みであった。この計画は市場経済に基づく資本主義の復活を意図したものではなかった一方で、ドゥプチェクは西側諸国とソ連の影響圏の双方との貿易と、複数政党制による民主社会主義へ向けて10年間で移行することを提唱したのであった。

## ドゥプチェクの演説
チェコスロバキアの「二月の勝利」から20年の節目に、ドゥプチェクは社会主義の勝利に続く変化の必要性を訴える演説を行った。彼は「党の指導的役割をより効果的に実行する」ことが必要であると強調し、またクレメント・ゴットワルトが市民社会との関係の改善を訴えたにもかかわらず党が些末な課題について強圧的な政策を実施しすぎたことを認めた。ドゥプチェクは、党の使命は「健全な経済的基礎を有する先進的な社会主義の社会を……ほかの共産党の経験に従いながらチェコスロバキアの民主的な伝統と通じるような社会主義を築くこと」であると宣言した。
改革に向けた最も重要なステップのひとつは、検閲の縮小とそれにつづく1968年3月4日の検閲の廃止であった。これはチェコの歴史のなかで初めてのことであったうえ、短期間でも完全に実施されたおそらく唯一の改革であった。メディアは、共産党のプロパガンダの装置から、政権批判の装置へと急変した。

## 「行動計画」
1968年4月、ドゥプチェクは自由化の「行動計画」に着手した。これは報道の自由、言論の自由、移動の自由の強化を含むものであり、経済政策について消費財に重点を置き、複数政党制を導入する可能性を含めたものでもあった。計画は、「社会主義は労働者を搾取的な階級関係の支配から解放することを意味するだけではなく、どのブルジョワ民主主義の社会よりも個人の生活の充実を準備するものでなければならない」という考えに基づいたものであった。またこの計画は、秘密警察の権力を制限し、チェコスロバキアを2つの対等な国家の連合体に再編成するものであった。さらに、計画は外交問題もカバーしていた。たとえば西側諸国との良好な関係を維持しながら、ソ連やほかの東側諸国と協調することである。計画には、10年間の過渡期の中で民主的な選挙が可能になり、現状の体制は新しい社会民主主義・民主社会主義に置き換わることも盛り込まれていた。
「行動計画」を起草した人々は、第二次世界大戦後の共産主義政権の行動を批判しないように注意を払ったので、すでにその便益が失われたと考えられる政策だけを指摘するにとどまった。たとえば、戦後すぐの喫緊の状況が、「ブルジョワの残滓」に立ち向かうために「中央集権的な上意下達のやり方」を要請したとした。こうした「敵性階級」は、社会主義が実現したことで敗北したのであり、これらの手法はもはや不要なのであるとしたのである。改革は、チェコスロバキアがスターリン主義時代の重工業、労働力、原料に依存しない「世界の科学・技術革命」に参入するために必要なものであった。そのうえ、内部の階級間の衝突が克服され、いまや労働者はマルクス・レーニン主義に反しない形で自己の資格や技能に対して報酬を与えられる権利があるのだとした。計画は、資本主義に対抗するためには、重要なポストが確実に「有能で見識のある社会主義の専門的な幹部によって占められる」ようにする必要があると示唆したのだった。

## 「人間の顔をした社会主義」の計画
改革が共産党の指導のもとで進められなければならないことが保証されたにもかかわらず、世論の圧力は高まり、すぐさま改革を実施することが迫られた。過激な意見も発信されるようになった。1968年6月26日には急進的な反ソビエトの議論が報道されたほか、社会民主主義者は共産党以外の政党を結成し始め、新しい無所属の政治クラブも設立されたのである。党内の保守派は抑圧的な対応をとるよう迫ったが、ドゥプチェクは事態の穏健化と党の指導性を再び強調することを推進した。4月のチェコスロバキア共産党幹部会においてドゥプチェクは、「人間の顔をした社会主義」の計画を発表した。 5月には、第14回党大会が9月9日に早期開催されることを発表した。大会は行動プログラムを党規約に組み込み、チェコスロバキアを連邦に改組する法律を起草し、新しい中央委員会を選出する予定であった。
ドゥプチェクの改革は報道の自由を保障するものであったので、主流のメディアにおいてはじめて政治的な批判が許されることとなった。プラハの春の当時、チェコスロバキアの輸出面での競争力は低下しており、ドゥプチェクの改革では計画経済と市場経済を混合させることでこれらの問題を解決することが計画されていた。党内でも改革の進め方には種々の意見があり、混合経済を望む経済学者も、基本的には計画経済を維持することを望む経済学者もいた。ドゥプチェクは共産党の支配下で経済改革を進めることの重要性を強調し続けた。
6月27日、著名な作家でジャーナリストであったルドヴィーク・ヴァツリークは『二千語宣言』と題するマニフェストを発表し、共産党内の保守派やいわゆる「外国」勢力についての懸念を表明した。ヴァツリークは、改革計画を実行するうえで民衆が主導権を握るように訴えた。ドゥプチェク、党委員会、国民戦線、内閣は、いずれもこのマニフェストを糾弾した。

## 出版とメディア
ドゥプチェクによって検閲が緩和されたことで、ごく短期間ではあるが、言論と報道の自由は保障された。この新しい開放政策は、強硬な共産主義の週刊誌だったLiterární novinyがLiterární listyと改称されたことにはじめて現れた。
報道の自由はまた、チェコスロバキアの過去に対して、同国の人々がはじめて実直な考察を行う契機となった。多くの研究は、特にスターリン時代の共産主義体制下における同国の歴史に関するものであった。あるテレビ番組では、作家のゴールドシュテュッカーは、粛清、投獄、処刑され、共産主義の歴史から抹殺されたかつての指導者の写真を加工したものと加工していないものの両方を紹介した。作家同盟はまた、1948年2月に共産党が政権を握って以降の作家の迫害を調査し、文学者を同盟、書店や図書館、文学界に復帰させることを目的に、1968年4月に詩人のヤロスラフ・サイフェルトを委員長とする委員会を結成した。共産主義の現状や自由やアイデンティティといった抽象的な概念に関する議論も一般的なものとなり、まもなく労働組合による日刊の『プラツェ（Prace, 労働）』といった非共産党系の刊行物も現れた。この日刊紙は、ジャーナリストの組合にも支援され、1968年3月にはすでに、編集者が外国の新聞を検閲を通さずに購読することを許可し、ニュースをめぐるより国際的な対話を可能にするよう、政府の検閲機関である中央出版委員会を説得していた。
報道機関、ラジオ、テレビも、学生や若い労働者がゴールドシュテュッカー、パヴェル・コホウト、ヤン・プロチャツカなどの作家やヨゼフ・スムルコフスキー、ズデネク・ヘイズラー、グスターフ・フサークなどの政治的犠牲者に質問をすることができる会合を主催し、こうした議論に貢献した。テレビはまた、秘密警察や監獄の管理の経験をもつ共産党の指導者と、政治犯との間の対話を放送した。さらに特筆すべきは、この新しい報道の自由と、チェコスロバキアの市民の日常生活にテレビが導入されたことにより、政治的な対話が知的階級の領域から大衆の領域へと移行したことである。
1987年にゴルバチョフがプラハを訪問した際、彼のスポークスマンであるゲンナジー・ゲラシモフは、プラハの春とペレストロイカの違いは何かと尋ねられた際、「19年間」と答えたという。